# Escândalo do grampo do BNDES
Escândalo do Grampo do BNDES foi um escândalo ocorrido no Governo do Presidente Fernando Henrique Cardoso (1995-2002). Durante o período anterior à privatização do antigo Sistema Telebrás (Telecomunicações Brasileiras S.A.- ocorrida em 29 de julho de 1998), na fase de habilitação dos consórcios participantes para o leilão. A denúncia do fato, gerou um escândalo que resultou nas quedas do Ministro das Comunicações, Luiz Carlos Mendonça de Barros, do Presidente do BNDES (Banco Nacional de Desenvolvimento Econômico e Social), André Lara Resende, e parte da cúpula do Banco do Brasil, Ricardo Sérgio de Oliveira, e da PREVI (Fundo de Previdência dos Funcionário do Banco do Brasil).

## O fato
A existência do grampo no BNDES foi revelada pelo jornalista Elio Gaspari, em sua coluna, em 8 de novembro de 1998.
O fato se define pela colocação ilegal por agentes da ABIN (Agência Brasileira de Inteligência) de grampos telefônicos que gravavam as conversas da cúpula do BNDES às vésperas da privatização das empresas do Sistema Telebrás. Nas gravações foi evidenciado um esquema para favorecimento do consórcio organizado pelo Opportunity do banqueiro Daniel Dantas com a participação do fundo de pensão PREVI.
Até hoje não houve uma conclusão sobre a autoria do fato, este se divide em duas correntes, uma sustentada pelo Ministério Público Federal, que o grampo havia sido realizado pelo próprio Governo Federal, na época, a fim de monitorar o processo, e, outra sustentada pelos funcionários da ABIN, conforme entrevista concedida por Adilson Alcântara de Matos à Folha de S.Paulo em 09 de novembro de 2008 (exatos 10 anos após o escândalo), que os grampos foram encomendados pelos empresários interessados.
Contudo, o que foi materializado com a divulgação das gravações foi uma conversa objetiva entre o Presidente da República do Brasil, o Ministro das Comunicações, o Presidente do BNDES e o Diretor do Banco do Brasil para favorecer a aquisição da Tele Norte Leste pelo consórcio da Brasil Telecom.

## As gravações
Neste trecho da gravação, FHC autoriza que se utilize seu nome. Às vésperas do leilão da Telebrás, o então presidente do BNDES, André Lara Resende, ligou para o presidente Fernando Henrique Cardoso. Tenta convencê-lo da necessidade de os fundos de pensão entrarem no leilão.
André Lara Resende: Agora, aí entraram alguns, alguns problemas, e o Previ bandeou para um segundo grupo. O senhor deve estar aí bem informado de que ele tem andado aí para um outro grupo, que nós estivemos com eles hoje de manhã.
Fernando Henrique Cardoso: Sei.
Lara Resende: Em princípio, isso não tem nada de mais. Agora, a conversa, quanto mais nós vemos aqui, é, acho que é um pouco, é uma, uma aliança da assim corporativa, do corporativismo das próprias empresas telefônicas...
FHC: Com aventurismo.
Lara Resende: Com a Sistel. Exatamente. Com o pior do aventurismo. 
No trecho seguinte, o presidente autoriza a utilização do seu nome para pressionar o Previ a entrar no consórcio do Banco Opportunity.
Lara Resende: Então nós vamos ter uma reunião aqui, estive falando com o Luiz Carlos, tem uma reunião hoje aqui às 6 e meia. Vem aqui aquele pessoal do Banco do Brasil, o Luiz Carlos etc. Agora, se precisarmos de uma certa pressão...
FHC: Não tenha dúvida.
Lara Resende: A ideia é que podemos usá-lo aí para isso.
FHC: Não tenha dúvida.
Lara Resende: Tá bom. 

## Personagens
- Fernando Henrique Cardoso (Presidente da República) - Flagrado nas conversas diretas com Mendonça de Barros e Lara Resende para em seu nome influenciar a cúpula do Banco do Brasil e da PREVI a participar do consórcio com a Brasil Telecom.
- Luiz Carlos Mendonça de Barros (Ministro da Comunicações) - Foi acusado de interferir no Banco do Brasil a favor do Opportunity e viabilizar a criação de consórcios que não estavam habilitados para a disputa.[3]
- André Lara Resende (Presidente do BNDES) - Para favorecer a vitória do Opportunity na compra da Tele Norte Leste, em detrimento do consórcio Telemar, negócio que não se concretizou, Lara Resende foi diretíssimo ao ponto em suas conversas telefônicas com Arida. Se precisar vou ter de detonar a bomba atômica, disse ele ao amigo, referindo-se ao presidente Fernando Henrique Cardoso. Vai lá e negocia, joga o preço para baixo. Depois, se precisar, a gente sobe e ultrapassa o limite, instruiu Lara Resende, segundo fitas divulgadas pela imprensa à época.[4]
- Daniel Dantas (Banco Opportunity/Brasil Telecom) - De acordo com o conteúdo dos grampos, Mendonça de Barros e Lara Resende queriam que Dantas fosse beneficiado no leilão. Outro detalhe importante, que evidencia a preferência do então Governo neste Grupo, é que um dos sócios de Dantas e, também, diretor do Opportunity Fund era Pérsio Arida, amigo pessoal de FHC, de Mendonça de Barros e de Lara Resende, compôs a equipe econômica mentora do Plano Real.
- Ricardo Sérgio de Oliveira (Diretor da Área Internacional do Banco do Brasil) - Acertou a fiança do BB ao Opportunity, para que o banco de Dantas entrasse com força no leilão. Em uma das conversas grampeadas, disse a Mendonça de Barros a frase mais sugestiva de irregularidade no processo de privatização: "Estamos no limite da nossa irresponsabilidade", afirmou o ex-diretor do banco, ao relatar que acabara de conceder uma carta de fiança altíssima a um dos consórcios.[5]
- Temilson Antônio Resende (Funcionário da ABIN)
- Adilson Alcântara de Matos (Funcionário da ABIN)